# Leon Russell (album)
Leon Russell è un album in studio del cantautore e polistrumentista statunitense Leon Russell, pubblicato nel 1970.

## Tracce
Tutte le tracce sono state scritte da Leon Russell, eccetto dove indicato.
1. A Song for You – 4:08
2. Dixie Lullaby (Russell, Chris Stainton) – 2:35
3. I Put a Spell on You – 4:12
4. Shoot Out on the Plantation – 3:13
5. Hummingbird – 4:02
6. Delta Lady – 4:05
7. Prince of Peace (Russell, Greg Dempsey) – 3:05
8. Give Peace a Chance (Russell, Bonnie Bramlett) – 2:23
9. Hurtsome Body – 3:39
10. Pisces Apple Lady – 2:53
11. Roll Away the Stone (Russell, Dempsey) – 3:10